# おおすみ (巡視船)
「おおすみ」（Ōsumi）は、海上保安庁のヘリコプター1機搭載型巡視船。つがる型巡視船の2番船にあたる。船種記号は、当初は他の大型巡視船と同じPL（Patrol vessel Large）とされていたが、後にPLH（Patrol vessel Large with Helicopter）に変更された。また公称船型も、当初は単に「ヘリコプター搭載型」と称されていたが、2機搭載のみずほ型の出現によってヘリコプター1機搭載型となった。
2022年に「さがみ」（Sagami）と改名された。

## 船歴

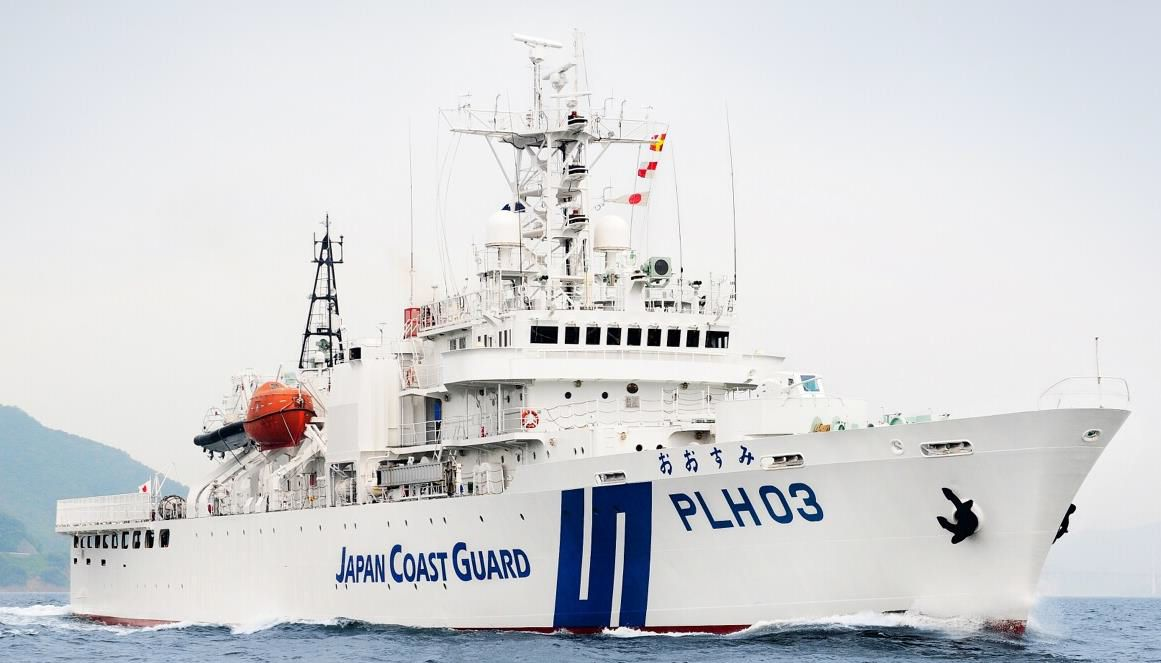
船名「おおすみ」当時の勇姿

1979年10月18日に竣工し、鹿児島海上保安部（第十管区）に配属された。船名は大隅半島に由来する。
その後、新造の「しゅんこう」が同保安部に配属されることになったことから、2019年12月25日付けで横浜海上保安部（第三管区）へ配属替えとなった。1979年10月から2019年10月までの間で、航走距離は約95万海里、457回の海難出動で304人を救助した。
なお平成22年度補正予算で延命・機能向上工事費が認められ、2012年1月から同年6月まで工事を受けた。その際に、主兵装であるボフォース 60口径40mm単装機関砲をエリコン 90口径35mm単装機関砲へ換装している。
みやこ型巡視船の2番船が「おおすみ」と命名されたことに伴い、2022年2月1日に「さがみ」と改名された。
2023年3月15日、「さがみ」船長に大型巡視船船長として女性初の中林久子が就任した。
同年6月22日、伊豆大島東方海域において、海上自衛隊護衛艦「やまぎり」、SH-60K哨戒ヘリコプターと共同訓練を実施した。本訓練は、武力攻撃事態において海上保安庁を防衛大臣の統制下に入れ、住民の避難並びに船舶への情報提供及び避難支援を想定した初めての実動訓練であり、海自と海保との間における情報伝達の要領などについて演練・検証した。
延命・機能向上工事を行ったが老朽化が進んでおり、令和6年度予算にて代船建造が要求されている。延命・機能向上工事から15年経過する2027年（令和9年）度に就役する予定となっている。

## 搭載機の変遷
| 機種               | 機番  | 愛称       | 配属期間                    |
| ------------------ | ----- | ---------- | --------------------------- |
| ベル 212           | MH540 | きんこう   | 1979年2月7日－2011年3月25日 |
| ベル 212           | MH595 | きんこう   | 2011年3月6日－2015年3月12日 |
| シコルスキー S-76D | MH912 | るりかけす | 2015年3月9日－              |